# Alex Schulman
Carl Magnus Alexander Schulman (*17. února 1976 Hemmesdynge) je švédský spisovatel a novinář. Je autorem švédského podcastu Alex & Sigge, píše sloupky pro Expressen, jeho román Z popela se stal ve Švédsku bestsellerem a byl přeložen do více než dvaceti jazyků.

## Život a dílo
Jeho otec byl televizní producent a novinář, matka moderátorka, dědeček spisovatel a překladatel. Vystudoval filmovou a literární vědu na Stockholmské univerzitě. Začínal jako filmový kritik pro místní noviny Södersvepet, později pracoval pro Se & Hör a jako překladatel pro SDI media. Od roku 2016 začal psát týdenní sloupky pro Expressen. Spoluvytváří nejsledovanější švédský podcast Alex & Sigge, s bratrem Callem vedl televizní a rozhlasovou talkshow.
Do literatury vstoupil autobiografickými knihami. V roce 2009 vydal svou prvotinu Skynda att älska, kniha Glöm mig z roku 2016 byla na švédském knižním veletrhu v Göteborgu vyhlášena knihou roku 2017. Psychologický román Z popela vyšel v češtině v roce 2022 v nakladatelství Host v překladu Lindy Kaprové V roce 2021 napsal drama Tröstrapporter, které mělo premiéru v roce 2022.